# 하이데 파르크

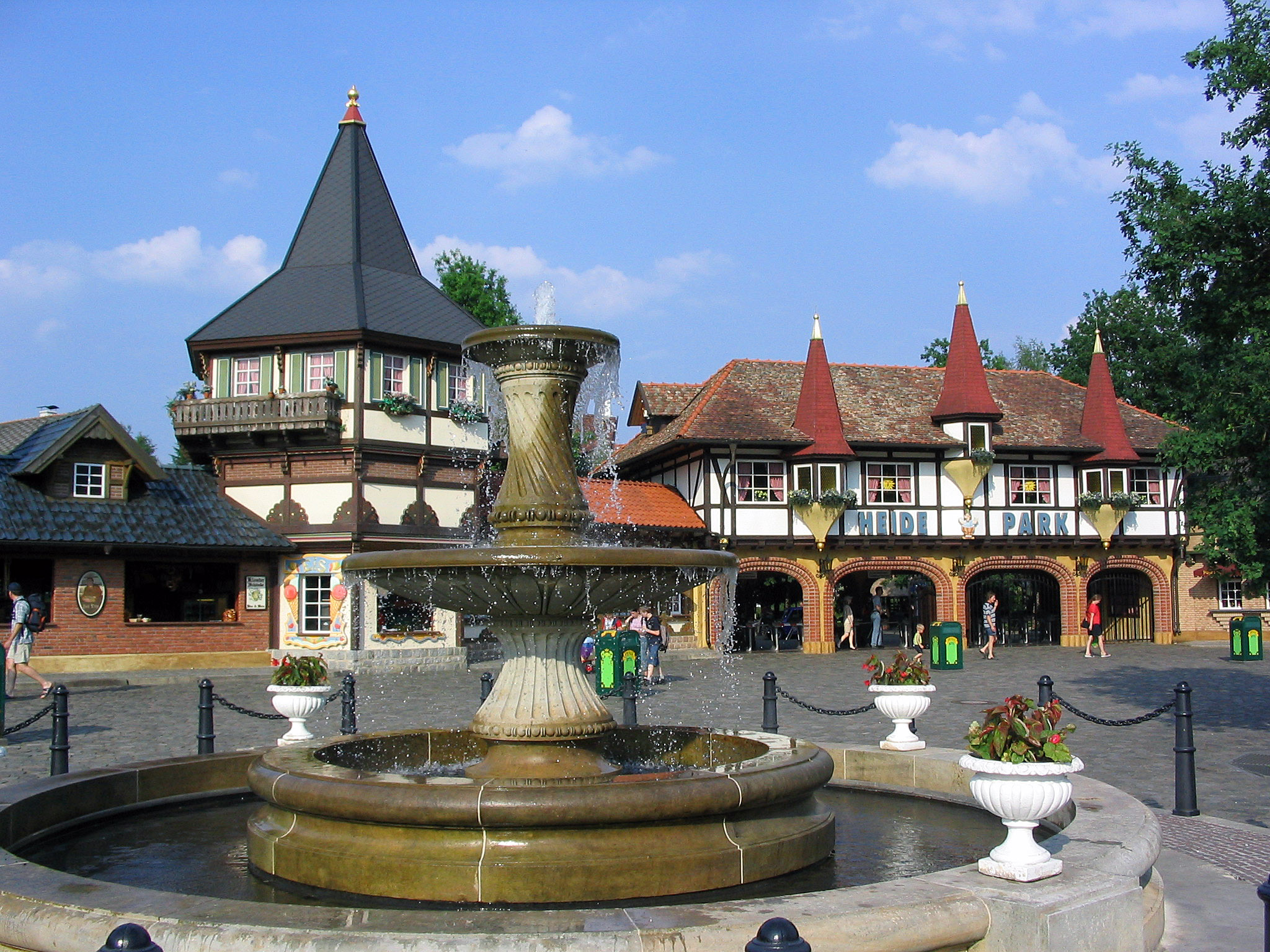

하이데 파르크(독일어: Heide Park)는 독일 니더작센주 졸타우의 놀이공원으로, 1978년 개장하였다.